# Benjamín Tagle Lara
Benjamín Tagle Lara o Benjamín Alfonso Tagle Lara, de nombre completo, ( barrio de San Telmo, Buenos Aires, Argentina, 23 de junio de 1892 – ídem 9 de noviembre de 1932 ), fue un letrista y compositor dedicado al género del tango.

## Actividad profesional
Alrededor del año 1920 empezó a escribir canciones y en 1923 el dúo Gardel-Razzano grabó la zamba Cocorocó, que hiciera con música de Enrique Delfino. Al año siguiente la zamba, El boyero, rebautizada luego Por el camino,  que compusiera en 1922 con música del pianista Carlos Vicente Geroni Flores, fue estrenada en el Concurso de Canciones Regionales realizado en Montevideo, por el dúo integrado por Ítalo Goyeche y Néstor Feria; la obra tuvo más adelante extraordinaria difusión en España cuando la hizo conocer el Trío Irusta-Fugazot-Demare y recibió elogios del destacado músico sevillano Joaquín Turina.
Entre otras composiciones que hizo en colaboración con Geroni Flores especialmente para que las grabara  Ignacio Corsini, están, entre otras, Acordes, Como lloran los zorzales, ¡Huella... Huella! , Pillería, Siempre amigos y La tropilla (grabada en 1927). Corsini también registró sus tangos Guitarra gaucha y Zaraza y la chacayalera ¿Cuándo?  (que hiciera en colaboración con su hermano Alfonso), que también grabaron el dúo Magaldi-Noda (dos veces, una acústica, la otra eléctrica) y el Trío Irusta-Fugazot-Demare. Azucena Maizani le grabó, Pancho, comprate un rancho, la incomparable Rosita Quiroga en 1927 estrenó e hizo una creación de Puente Alsina  (letra y música de Tagle Lara) y lo grabó; se trata de uno de sus mejores tangos, sobre el que García Blaya comentó que se trata de una “dolida elegía a la vieja ciudad que el progreso iba borrando (con la que) logró una genuina nota lírica”.
Magaldi y Noda pusieron música a su Trapo Viejo (1926) que estrenó Agustín Magaldi en el sainete de Pascual Contursi Maldito cabaret en el Teatro Smart y difundió en grabaciones. El tango Una tarde (1928) que lleva música de Agesilao Ferrazzano y Julio Pollero fue estrenado por el sexteto de los compositores de la obra y también grabado por Carlos Gardel; Zaraza (letra y música propias) fue galardonado  con el segundo premio del Gran Concurso Uruguayo de Tangos del Disco Nacional, realizado en 1929 en el Cine Teatro Cervantes de Montevideo, donde lo interpretó la orquesta de Francisco Canaro, grabado por Corsini ese año, y estrenado en París por Sofía Bozán en 1930.
Otras obras a destacar es el tango El trovero, con música de Pollero, registrado por Alberto Vila en 1928, y el tango “Congoja” con versos de su hermano Alfonso que fue registrado en 1929 por Edgardo Donato, con la voz de Luis Díaz 
El dúo Magaldi-Noda también grabó su vals Marqueta y la chacayalera Canta serrana. Otro tango que le pertenece es Nicanora con música de Francisco Pracánico. Creó otras obras, algunas con músicas propias y otras con las de reputados compositores como Pracánico, Roberto Firpo, Antonio Rodio, Pollero, Rafael Tuegols, Sánchez y Eduardo Pereyra entre las que se cuentan los tangos Agua fuerte, Cantando, cantando, La chica del volante , De pura cepa, Pata de palo, Villa Crespo y Yerba amarga , la zamba Dejá nomás que se vaya y la canción campera Jua jua juay.
Benjamín Tagle Lara falleció en Buenos Aires el 9 de noviembre de 1932.